# Ајзеја Морис
Ајзеја Буч Морис (енгл. Isaiah Butch Morris; Ричмонд, Вирџинија, 2. април 1969) бивши је амерички кошаркаш. Играо је на позицији крилног центра и наступао је за велики број екипа — пре свега у Јужној Америци, али и у Европи. У сезони 2001/02. играо је и за Црвену звезду.

## Каријера
Ајзеја је колеџ каријеру започео на колеџу Сан Хасинто, где је у другој сезони бележио 12,5 поена и 7,4 скока по утакмици. Затим је колеџ каријеру наставио на Арканзасу, где је имао нешто слабије бројке. У сезони 1991/92. бележио је 10,2 поена и пет скокова по утакмици. Након тога био је изабран у дргој рунди драфта 1992. године као 37. пик од стране Мајами хита. Ипак, никад није заиграо за тај тим, јер је убрзо трејдован у Детроит пистонсе. Интересантно је да је на том драфту изабран и Предраг Даниловић. У Детроиту је провео само једну сезону. На 25 утакмица бележио је 2,2 поена у просеку за 4,1 минут у игри.
Након тога следи дуг низ мењања клубова широм света. Прво је играо у Милану, где је у сезони 1993/94. просечно бележио 18,4 поена и 8,8 скокова. Уследили су ангажмани у многим клубовима у Венецуели, Чилеу, Аргентини, Шпанији, Кипру, Русији, Пољској и Грчкој. Након тога, крајем 2001. године дошао је као велико појачање у Црвеној звезди, која је те године имала веома скорман и млад састав. За Звезду је одиграо 20 званичних утакмица и постигао 250 поена, просек 12,5 по утакмици. Лигашки део првенства Црвена звезда је завршила на седмој позицији, а у плеј-офу ју је зауставио Партизан у четвртфиналу, уз просечно 17 поена Мориса у тој серији. После тога опет следи низ година у којима је мењао клубове, да би каријеру окончао у америчком АБА лигашу Арканзас Аеросу.